# Francesco Federico Falco
Francesco Federico Falco (Penne, 12 aprile 1866 – Livorno, 11 agosto 1944) è stato un medico italiano.
Nacque a Penne, da Nemesio e Antonia Tarquini. Si laureò in medicina a Roma. Iscritto al Partito Repubblicano di Mazzini, iniziò la sua attività politica nel 1887. Alla fine del secolo abbandonò questa posizione per assumere idee socialiste. Come giornalista esordì nel 1888 su L'Emancipazione di Roma, successivamente scrisse su La Tribuna, Il Messaggero, La Scintilla, Il Popolo toscano. 
Nell'aprile del 1898, un gruppo di 75 volontari (tra cui Guglielmo Petriccione ed Oreste Ferrara Marino) salpò alla volta di Cuba per portare il suo aiuto agli insorti della Rivoluzione d'indipendenza cubana dalla Spagna. Il 7 maggio, il piccolo drappello approdò sull'isola portando con sé i soldi delle sottoscrizioni. Tra i firmatari figuravano nomi di spicco della storia politica italiana: oltre a Bovio e a Fratti, Matteo Renato Imbriani, Napoleone Colajanni, Andrea Costa, De Felice Giuffrida, il colonnello Gattorno, Ettore Socci, Nicola Barbato, Felice Cavallotti, Edoardo Pantano, Angelo Celli, Salvatore Barzilai, Enrico De Marinis, Giuseppe Marcora.
Falco, combattente agli ordini del generale Antonio Maceo, fu nominato il 18 giugno 1898 comandante del Corpo di Sanità militare dell'esercito di liberazione. 
Falco fondò la rivista La Cultura Latina, che trovò ampî consensi nel Venezuela, in Messico e in Argentina, gettando così il seme della filosofia socialista che negli anni si sarebbe radicata in una parte importante della società cubana. 
Gli anni trascorsi a Cuba non furono caratterizzati solo dall'impegno in campo militare. Assunta la cittadinanza cubana e divenuto cittadino adottivo di Santiago de Cuba, il medico iniziò una ricchissima serie di collaborazioni con l'Università di Cuba e con altre istituzioni scientifiche e culturali dell'isola. Divenne uno stimato corrispondente del Progresso Italo-americano e i suoi scritti contribuirono notevolmente alla conoscenza della cultura cubana negli Stati Uniti. Egli scrisse più di 40 opere su argomenti diversi e in ben quattro lingue: italiano, spagnolo, francese e inglese.
Dopo la vittoria nella guerra di indipendenza il Governo cubano premiò l'impegno leale e idealistico di Falco con incarichi istituzionali: nel 1903 fu  nominato console di prima classe della Repubblica di Cuba nella città di Genova e poi console generale ad Amburgo. Rappresentante del Governo cubano nelle conferenze internazionali sull'immigrazione europea e dell'America latina, nel 1912 Falco stampò in Italia un minuzioso studio sull'emigrazione italiana a Cuba, commissionatogli dal Ministro dell'Agricoltura, Commercio e Lavoro della Repubblica di Cuba, Emilio del Junco.
Nel 1920 fu scelto come inviato straordinario e ministro plenipotenziario del Governo cubano presso l'Istituto Internazionale di Agricoltura a Roma e successivamente come Ministro plenipotenziario in Italia per la Repubblica cubana. Fece parte della Massoneria del Grande Oriente d'Italia, affiliato alla loggia "Stella d'Italia" di Genova.
Gli anni del periodo fascista furono duri anche perché, facendo valere il suo stato di diplomatico cubano, non prese mai la tessera del Partito Nazionale Fascista. Costretto a vivere con pochi mezzi a causa dell'instabilità dei governi cubani, Falco visse prima a Rapallo e poi a Livorno. Morì a Livorno l'11 agosto del 1944.